# Friedrich Karl Gustav Stieber
Friedrich Karl Gustav Stieber (* 11. November 1801 in Niedertopfstedt; † 18. November 1867 in Budissin, heute Bautzen) war ein sächsischer Jurist, Politiker und Astronom.

## Leben und Wirken
Der Sohn eines evangelischen Pfarrers studierte ab 1820 Rechtswissenschaften und Philosophie an der Universität Leipzig und schloss sein Studium 1827 mit der Promotion ab. 1829 wurde er Beisitzer des Schöppenstuhls zu Leipzig, bevor er 1832 als Hof- und Justizrat ins sächsische Landesjustizkollegium in Leipzig eintrat. 1835 wechselte er als Appellationsgerichtsrat nach Bautzen, dessen Vizepräsident er von 1855 bis zu seinem Tod war. Ab 1847 war er zusätzlich auch Mitglied des Königlich Sächsischen Staatsgerichtshofs.
Bei der Wahl zur Frankfurter Nationalversammlung kandidierte er im Wahlkreis Königreichs Sachsen (3., Bautzen) für den Vaterlandsverein und wurde zum Stellvertreter von Paul Hermann gewählt. Nach Hermanns Austritt aus dem Parlament war Stieber vom 26. Oktober 1848 bis zum 10. Mai 1849 Abgeordneter in der Frankfurter Nationalversammlung und schloss sich der Fraktion Casino an. Als Abgeordneter vertrat er kleinbürgerlich gemäßigt liberale Positionen. Im April 1849 gehörte er der Kaiserdeputation an.
Noch vor seinem Ausscheiden aus dem Parlament wurde er am 31. März 1849 aus dem Deutschen Vaterlandsverein zu Bautzen ausgeschlossen, weil er nicht mehr dem politischen Grundsatz folgte, „daß die Verfassung unter keinen Umständen einseitig von der Regierung geändert oder aufgehoben werden kann.“
Als Vizepräsident des Appellationsgerichts führte er die Büchersammlung Gregor Mättigs weiter und erweiterte sie.
Stieber war auch Amateurastronom und richtete sich eine private Sternwarte ein, deren Inventar er später der Stadt vermachte und woraus die Sternwarte Bautzen entstand. Er versuchte zu beweisen, dass die Planeten nicht in einer elliptischen Bahn um die Sonne kreisen.
Er war Mitglied der deutschen astronomischen Gesellschaft und der naturwissenschaftlichen Gesellschaft Isis zu Bautzen. 1864 wurde er in die Leopoldina aufgenommen.

## Schriften
- Die wahre Gestalt der Planeten- und Kometenbahnen, Blochmann, 2 Taf., 35 S., Dresden 1864.

## Ehrungen
- 1877: Das städtische Museum Bautzen wird in Stieber-Museum umbenannt.
- Im Bautzener Stadtteil Nordostring ist eine Straße nach ihm benannt.